# SETI Institute
L'Istituto SETI, fondato nel 1984, è un'organizzazione senza scopo di lucro la cui missione è esplorare, comprendere e spiegare l'origine e la natura della vita nell'universo e applicare le conoscenze acquisite per ispirare e guidare le generazioni presenti e future. Il suo obiettivo è la scoperta e lo scambio di conoscenze come ambasciatori scientifici per il pubblico, la stampa e il governo. SETI significa "ricerca di intelligenza extraterrestre". 
L'istituto è costituito da tre centri principali: 
- il Carl Sagan Center, dedicato allo studio della vita nell'universo
- il Center for Education, incentrato su astronomia, astrobiologia e scienze spaziali per studenti e insegnanti
- il Center for Public Outreach, che produce Big Picture Science, un programma radio e podcast dell'istituto e la serie settimanale del simposio "SETI Talks".

Il "Carl Sagan Center" ha preso il suo nome in onore di Carl Sagan, astronomo, scrittore e presentatore della serie televisiva Cosmo. Il Carl Sagan Center ospita oltre 80 scienziati focalizzati su sei differenti tipi di ricerca: astronomia e astrofisica, esopianeti, esplorazione planetaria, clima e scienze della Terra, astrobiologia e SETI. Guidati dalla mappa che si evince dall'equazione di Drake, gli scienziati del Carl Sagan Center si sforzano di comprendere la natura e la proliferazione della vita nell'universo e le transizioni dalla fisica alla chimica, dalla chimica alla biologia e dalla biologia alla filosofia. La maggior parte della ricerca condotta all'interno del Carl Sagan Center è finanziata da sovvenzioni della NASA, mentre gli sforzi di SETI sono finanziati esclusivamente da filantropia privata. I ricercatori del SETI Institute utilizzano telescopi e radiotelescopi per cercare segnali inviati da civiltà extraterrestri tecnologicamente avanzate.